# Льодовиковий вітер

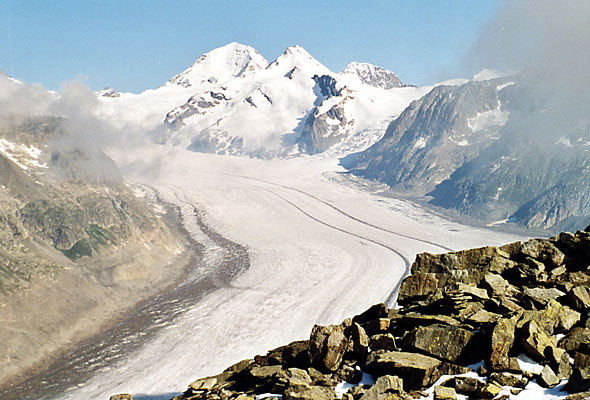

Льодовико́вий ві́тер — стоковий вітер, що дме над льодовиком вниз за течією останнього. Зумовлений охолодженням повітря поверхнею льоду.
Цей вітер не має добової періодичності, тому що температура поверхні льодовика цілодобово охолоджує повітря. Над льодом панує інверсія температури, і холодне повітря стікає вниз. Над деякими льодовиками Кавказу швидкість льодовикового вітру приблизно 3—7 м/с. Вертикальна потужність потоку льодовикового вітру приблизно декілька десятків, в особливих випадках — сотень метрів. Явище льодовикових вітрів масштабно презентовано крижаними плато Антарктиди.